# Trasierra
Trasierra – gmina w Hiszpanii, w prowincji Badajoz, w Estramadurze, o powierzchni 58,18 km². W 2011 roku gmina liczyła 675 mieszkańców.